# Владимировка (Назаровский район)
Владимировка — деревня в Назаровском районе Красноярского края России. Входит в состав Краснополянского сельсовета.

## География
Деревня расположена в 17 км к востоку от райцентра Назарово.

## Население
| 2010 |
| ---- |
| 185  |

Гендерный состав
По данным Всероссийской переписи населения 2010 года 98 мужчин и 87 женщин из 185 чел.